# Poison Heart
Poison Heart – singel zespołu Ramones, promujący album Mondo Bizarro, wydany w 1992 w Wielkiej Brytanii przez wytwórnię Chrysalis Records.

## Lista utworów
Wersja (7"):
1. „Poison Heart” (Dee Dee Ramone/Daniel Rey) – 4:04
2. „Censorshit” (Joey Ramone) – 3:13

Wersja (12"):
1. „Poison Heart” (Dee Dee Ramone/Daniel Rey) – 4:04
2. „Chinese Rocks” (Live BBC Scotland) (Dee Dee Ramone/Richard Hell) – 2:06
3. „Sheena Is a Punk Rocker” (Live BBC Scotland) (Joey Ramone)  – 1:45
4. „Rockaway Beach” (Live BBC Scotland) (Dee Dee Ramone) – 1:40

Wersja (maxi–CD):
1. „Poison Heart” (Dee Dee Ramone/Daniel Rey) – 4:04
2. „Sheena Is a Punk Rocker” (Live BBC Scotland) (Joey Ramone)  – 1:45
3. „Rockaway Beach” (Live BBC Scotland) (Dee Dee Ramone) – 1:40

## Skład
- Joey Ramone – wokal
- Johnny Ramone – gitara, wokal
- C.J. Ramone – gitara basowa, wokal
- Marky Ramone – perkusja

Gościnnie:
- Flo & Eddie – dalszy wokal „Poison Heart”